# International Association for the Exchange of Students for Technical Experience
International Association for the Exchange of Students for Technical Experience (IAESTE) is een internationale uitwisselingsorganisatie voor studenten om in het buitenland werkervaring op te doen. IAESTE heeft afdelingen in 83 verschillende landen. Het is een non-profitorganisatie met hoofdzetel in Luxemburg.
De organisatie wil studenten in contact brengen met buitenlandse werkgevers en culturele verrijking bieden aan studenten. Studenten volgen een technisch georiënteerde stage in hun eigen vakgebied, met een duur van 4 weken tot 18 maanden. 
IAESTE werd in 1948 opgericht aan het Imperial College in Londen. De Imperial College Vacation Work Committee organiseerde een ontmoeting met nationale organisaties van 10 Europese landen in een naoorlogse poging om de samenwerking tussen landen en culturen te verbeteren.
Jaarlijks zendt IAESTE ongeveer 6000 studenten uit. Anno 2008 hebben meer dan 300.000 studenten gebruikgemaakt van de aangeboden uitwisselingen. 